# Папус
Папус (старогрчки: παππος; латински: pappus = деда) је модификована чашица, део појединачних цветова, који окружује основу круничне цеви главичастих цвасти биљне фамилије Asteraceae (главочике) и остаје после фертилизације. Како је плод главочика ахенија, то се ахеније са папусом често издвајају у посебну категорију и називају ципсела (cypsela).
Папус се дефинише и као свеукупност пернато-паперјастих чекиња, длачица или љуспи које у виду круне штрче на перикарпу плода.
Порекло папуса од чашице неки доводе у сумњу. Аргументи за то су да се током онтогенезе папус развија после цветног омотача као и да папус нема спроводне снопиће, а чашица их има. Термин се осим код главочика понекад употребљава и код других фамилија као на пример Asclepiadaceae, чије семе има припојену сличну структуру, али она не потиче од чашице цвета.
Папус код главочика може да буде у облику длачица (понекад паперјастих), осја, љуспи, зубаца или може да недостаје, као код сунцокрета. Паперјасте длачице су обично беле па асоцирају на седу браду (pappus = деда). Код неких врста папус је врло ситан и не види се без увећања. Код неких врста као што је маслачак, душаново перје (Eupatorium) или козја брада (Tragopogon) паперјасте длачице папуса служе као „падобран“ који омогућава анемохорију (руски називи парашютик, летучка). Папус служи и другим начинима дијаспоре као код двозуба (Bidens tripartita) код кога је у облику две или три чекиње покривена остругама које се лако каче за крзно животиња или одело човека и тако расејавају (егзозоохорија, антропохорија).